# Hienghène Sport
Hienghène Sport (Hyehen Sport) je novokaledonský fotbalový klub z Hienghène. Hraje New Caledonia Super, nejvyšší soutěž v zemi. 

## Historie
Byl založen v roce 1997. 
Několikrát se zúčastnil Coupe de France.
V roce 2019 jako první novokaledonský klub vyhrál Ligu mistrů OFC, ve finále porazil další novokaledonský klub, AS Magenta. Zahrál si tak Mistrovství světa klubů 2019. Šlo o teprve druhou účast týmu z jiné země OFC, než Nového Zélandu a Austrálie, na mistrovství světa klubů (první byl v roce 2010 PRK Hekari United). V 1. kole se klub utkal s katarským Al-Sadd SC, po remíze 1:1 v základní hrací době klub prohrál 1:3 v prodloužení.

## Úspěchy
- 3× New Caledonia Super Ligue: 2017, 2019, 2021
- Novokaledonský pohár: 2013, 2015, 2019 , 2020, 2022, 2023
- Liga mistrů OFC: 2019